# Rufus (phần mềm)
Rufus (The Reliable USB Formatting Utility, with Source) là một phần mềm portable tự do nguồn mở cho Microsoft Windows. Phần mềm này dùng để định dạng và tạo ổ USB flash khởi động hoặc Live USB.

## Lịch sử
Pete Batard thiết kế Rufus để thay thế Công cụ Định dạng Ổ đĩa USB của HP cho Windows, mà chủ yếu dùng để tạo USB khởi động DOS.
Phiên bản chính thức đầu tiên của Rufus, 1.0.3 (các phiên bản trước đó chỉ là nội bộ/alpha), phát hành ngày 4 tháng 12 năm 2011, ban đầu chỉ hỗ trợ MS-DOS. Phiên bản 1.0.4 giới thiệu hỗ trợ FreeDOS và phiên bản 1.1.0 giới thiệu hỗ trợ hình ảnh ISO. Đến phiên bản 1.2.0, có hai phiên bản riêng biệt, một cho MS-DOS và một cho FreeDOS. Hỗ trợ khởi động UEFI được giới thiệu với phiên bản 1.3.2, địa phương hóa với phiên bản 1.4.0 và Windows To Go với phiên bản 2.0. Phiên bản cuối cùng tương thích với Windows XP và Vista là 2.18, trong khi phiên bản cuối cùng tương thích với Windows 7 là Rufus 3.22, vì Rufus 4.0 yêu cầu tối thiểu Windows 8 hoặc mới hơn.

## Tính năng
Rufus hỗ trợ nhiều tệp .iso khởi động, bao gồm các bản phân phối Linux và tệp .iso cài đặt Windows, cũng như các tệp hình ảnh đĩa .img (bao gồm cả tệp nén). Nếu cần, Rufus sẽ cài đặt trình khởi động như SYSLINUX hoặc GRUB lên ổ flash để nó có thể khởi động được. Rufus cũng cho phép cài đặt MS-DOS hoặc FreeDOS lên ổ flash và tạo phương tiện khởi động Windows To Go. Rufus hỗ trợ định dạng ổ flash bằng các hệ thống tệp FAT, FAT32, NTFS, exFAT, UDF và ReFS.
Rufus cũng có thể tính giá trị băm MD5, SHA-1 và SHA-256 của hình ảnh đang chọn.
Rufus có thể tải xuống các tệp ISO DVD bán lẻ của Windows 8.1, các phiên bản khác nhau của Windows 10 và Windows 11 trực tiếp từ máy chủ của Microsoft. Tính năng tải xuống ISO này chỉ khả dụng nếu cài đặt PowerShell 3.0 hoặc mới hơn và bật 'Kiểm tra cập nhật' trong cài đặt chương trình (khi sử dụng lần đầu, Rufus sẽ hỏi bạn có muốn bật kiểm tra cập nhật hay không).